# Mäln
Mäln (estniska: Seasaar) är en ö i västra Estland. Den ligger i Ose sund mellan Ormsö och halvön Nuckö, cirka 90 km sydväst om huvudstaden Tallinn. Administrativt tillhör ön Ormsö kommun och landskapet Läänemaa.
Öns högsta punkt är 3 meter över havet och dess yta är 0,11 kvadratkilometer.